# Metrogas
MetroGAS ou Metrogas é uma empresa argentina dedicada à distribuição do serviço de gás natural, tarefa anteriormente nas mãos da estatal Gas del Estado. A empresa foi criada em 24 de novembro de 1992 e começou suas operações em 29 de dezembro desse mesmo ano.
Em 21 de dezembro de 1992 o Poder Executivo Nacional outorgou-lhe, mediante o decreto Nº 2.459/92, uma licença para operar na área determinada pela concessão por 35 anos, com a possibilidade de acertar uma prorrogação por 10 anos mais. A área de concessão compreende a Cidade de Buenos Aires e as divisões do sudeste e leste da Grande Buenos Aires, abastecendo mais de 1.900.000 clientes, o que representa 26,6% do mercado de gás natural do país.